# Gergő Iváncsik
Gergő Iváncsik (ur. 30 listopada 1981 w Győrze), węgierski piłkarz ręczny, reprezentant kraju, lewoskrzydłowy. Jest bratem innego reprezentanta Węgier, Tamása Iváncsika.

## Sukcesy
- 2001, 2002, 2003, 2004, 2005, 2006, 2008, 2009, 2010: mistrzostwo Węgier
- 2002, 2003, 2004, 2005, 2007, 2009, 2010: puchar Węgier
- 2008: Puchar Zdobywców Pucharów
- 2016: finalista Ligi Mistrzów